# 青岛足球俱乐部

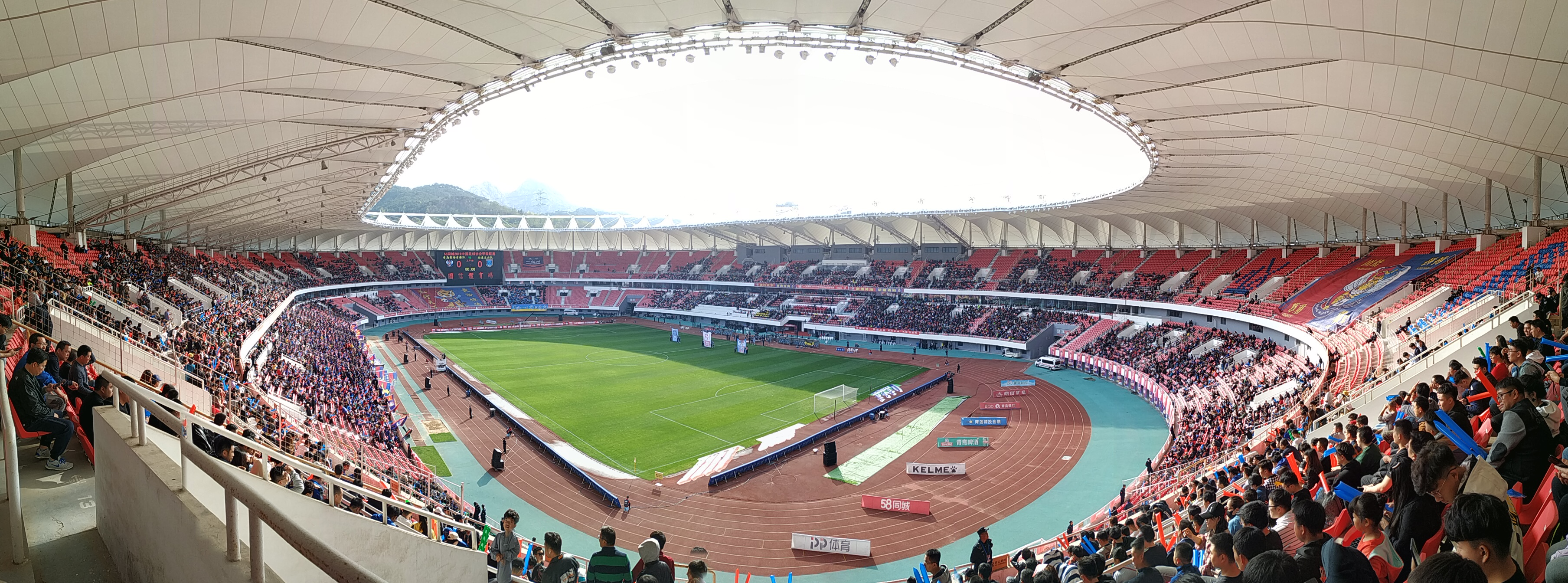
青島隊职业联赛时期的主場國信體育場

青岛足球俱乐部，原名青岛黄海足球俱乐部，是一家位于中国青岛市的足球俱乐部，前身是成立于2013年的青岛海牛足球俱乐部。球队在2013赛季首次参加中国足球乙级联赛，当赛季就以中乙冠军的身份晋级中国足球甲级联赛。2019年，球队以一分的优势获得中国足球甲级联赛冠军并冲超成功。2021年2月1日，根据中国足协对于中国职业足球队名称中性化的要求，“青岛黄海足球俱乐部”官方正式宣布球队更名为“青岛足球俱乐部”，简称“青岛队”。2022年，俱乐部因缺少资金，退出中国足球职业联赛。

## 历史
成立于2013年1月29日，成立时名为青岛海牛足球俱乐部。由戚务生担任球队主席，郝海东担任总经理，宿茂臻担任球队主教练。 球队以同城的职业球队青岛中能在20世纪90年代国内职业联赛起步阶段使用的名字“海牛”命名，以代表青岛足球的传承。4月底，媒体爆出郝海东已经不再担任球队总经理职务。
2015年，黄海制药投资入主俱乐部。2016年，俱乐部更名为青岛黄海足球俱乐部。而在中甲联赛，俱乐部前期成绩出色，但联赛下半段遭遇挫折，距升级仅一步之遥。
2019年，因青岛港向球队注资，俱乐部冠名为青岛黄海青港队。10月26日，在2019赛季中甲联赛第29轮的比赛中客场作战的青岛黄海青港通过队长王栋主罚的点球以及中场球员高翔的进球以2:0的比分击败已经提前降级的上海申鑫。由于青岛黄海青港队在冲超席位竞争中的直接对手之一长春亚泰在主场被浙江绿城以1:1的比分逼平，且青岛黄海青港已与位列积分榜第三位的石家庄永昌拉开4分的差距，因此青岛黄海青港提前一轮冲超成功。
2019年11月2日，在2019赛季中甲联赛最后一轮的比赛中由于中场球员亚亚·图雷在比赛开始后30秒左右犯规被红牌罚下，因此青岛黄海青港只能以10人对阵2019赛季中甲联赛升班马南通支云，结果青岛黄海青港在中场球员高翔先进一球的情况下被客队连进两球以1:2的比分告负，但由于青岛黄海青港在中甲冠军竞争中的直接对手贵州恒丰在客场被北京北体大以1:0的比分击败，因此青岛黄海青港成功荣获2019赛季中甲联赛冠军。
2021年2月1日，根據中國足協對於中國職業足球隊名稱中性化的要求，“青島黃海足球俱樂部”官方正式宣布球隊更名為“青島足球俱樂部”，简称“青岛队”。球队队徽主体没有大幅度的改动，仅将队徽上球队的英文名称“Qingdao Huanghai FC”更改为“Qingdao Football Club”。本季青岛成绩不佳，最终敬陪末座，并在附加赛以0-1的总比分败给浙江，降入中甲。
2022年4月12日，青岛足球俱乐部因缺少资金填补债务，加上2019冠状病毒病疫情影响，赞助减少，宣布退出职业联赛。退出职业联赛后，俱乐部并未宣布解散，而表示会继续投入青训与校园足球。2023年9月30日，俱乐部2008年龄段梯队被划归至青岛半岛预备队。

## 一线队成绩
截至2021年。
| 年份 | 联赛等级 | 赛   | 胜  | 平  | 输  | 进球 | 失球 | 净胜球 | 积分 | 排名 | 中国足协杯 | 中国超级杯 | 亚洲足球冠军联赛 | 平均上座人数 | 球队主场       |
| ---- | -------- | ---- | --- | --- | --- | ---- | ---- | ------ | ---- | ---- | ---------- | ---------- | ---------------- | ------------ | -------------- |
| 2013 | 3        | 19   | 14  | 5   | 0   | 36   | 5    | 31     | 36 1 | W    | 无资格     | 无资格     | 无资格           | 无数据       | 青岛弘诚体育场 |
| 2014 | 2        | 30   | 7   | 10  | 13  | 36   | 47   | −11    | 31   | 12   | 半决赛     | 无资格     | 无资格           | 4,229        | 青岛国信体育场 |
| 2015 | 2        | 30   | 7   | 12  | 11  | 26   | 39   | −13    | 33   | 11   | 第二轮     | 无资格     | 无资格           | 5,230        | 青岛国信体育场 |
| 2016 | 2        | 30   | 19  | 2   | 9   | 52   | 42   | 10     | 59   | 3    | 第二轮     | 无资格     | 无资格           | 6,992        | 青岛国信体育场 |
| 2017 | 2        | 30   | 16  | 4   | 10  | 56   | 40   | 16     | 52   | 4    | 第三轮     | 无资格     | 无资格           | 5,997        | 青岛国信体育场 |
| 2018 | 2        | 30   | 13  | 10  | 7   | 63   | 44   | 19     | 49   | 4    | 第三轮     | 无资格     | 无资格           | 6,638        | 青岛国信体育场 |
| 2019 | 2        | 30   | 17  | 6   | 7   | 59   | 36   | 23     | 57   | W    | 第四轮     | 无资格     | 无资格           | 13,193       | 青岛国信体育场 |
| 2020 | 1        | 14 1 | 2 1 | 4 1 | 8 1 | 15 1 | 27 1 | -12 1  | 10 1 | 14   | 第一轮     | 无资格     | 无资格           | 无数据       | 无             |
| 2021 | 1        | 22   | 3   | 2   | 17  | 13   | 52   | -39    | 11   | 16   | 第四轮     | 无资格     | 无资格           | 无数据       | 无             |

- ^1  仅限小组赛阶段

备注
|  | 中国足球超级联赛 |
|  | 中国足球甲级联赛 |
|  | 中国足球乙级联赛 |

| W | 冠军 |
| 2 | 亚军 |
| 3 | 季军 |
|   | 降级 |

## 历任主教练
- 宿茂臻 (2013年1月29日—2015年7月28日)
- 孫新波 (代理) (2015年7月28日—2015年12月28日)
- 喬迪·溫亞爾斯 (2015年12月28日—2019年7月30日)
- 奧斯卡·塞斯佩德斯（英语：Oscar Céspedes） (代理) (2019年7月30日—2019年8月18日)
- 胡安马·利略（英语：Juanma Lillo） (2019年8月18日— 2020年6月5日)
- 奧斯卡·塞斯佩德斯（英语：Oscar Céspedes） (代理) (2020年6月5日—2020年7月22日)
- 巴勃罗·马钦 (2020年7月22日–2020年7月29日[11])
- 杨为健 (代理) (2020年7月29日—2020年8月4日)
- 吳金貴 （2020年8月4日—2021年12月13日）[12]
- 杨为健（代理）（2021年12月13日—2022年4月15日）[13]

## 知名球员
下列现或前俱乐部球员曾入选所属国或地区的足球队。

| 中国 - 曲波 - 万厚良 - 姜坤 - 张佳祺 - 邓卓翔 - 王栋 - 邹正 - 刘健 - 朱挺 非洲 - 约瑟夫·米纳拉 - 伊夫·艾克瓦拉·赫尔曼（伊科拉） - 凯利·尤加 - 亚亚·图雷 - 埃曼努埃尔·阿格耶芒-巴杜 亚洲 - 殷亚吉 - 高梵 - 金胜龙 | 欧洲 - 弗拉基米尔·沃斯科波尼科夫（瓦斯科） - 罗曼·亚历山德里尼 - 弗雷德里克·乌尔维斯塔德 - 里卡多·瓦-兹特 - 亚霍斯·武科维奇 - 戈兰·戈基奇 - 乔尔杰·拉基奇 - 丹尼斯·波波维奇 - 马蒂·克雷斯皮 - 霍安·贝尔杜 - 弗朗西斯科·桑达萨（桑达扎） 南美洲 - 克莱奥 - 尤里·丰塞卡 |

## 队徽

青岛黄海队徽 （2016年后）